# Rinodina huillensis
Rinodina huillensis är en lavart som beskrevs av Vain.. Rinodina huillensis ingår i släktet Rinodina,  och familjen Physciaceae.   Inga underarter finns listade.